# Boeing 7J7
Die Boeing 7J7 war ein Projekt eines Kurz- und Mittelstreckenflugzeug des US-Flugzeugherstellers Boeing in den späten 1980ern, welches das Projektstadium jedoch nicht verließ. Die 7J7 sollte 150 Passagiere befördern können und war als Nachfolger der erfolgreichen 727 vorgesehen. Der Liniendienst sollte 1992 beginnen.

## Technologie
In der 7J7 sollten viele zur damaligen Zeit fortschrittliche und neue Technologien zum Einsatz kommen, darunter
- Fly-by-wire-Steuerung der Bendix Corporation
- Honeywell-Glascockpit mit LCD-Bildschirmen
- moderne, integrierte Avionikausstattung
- weitgehende Nutzung von widerstandsfähigen Verbundwerkstoffen wie kohlenstofffaserverstärkter Kunststoff
- zwei am Heck angebrachte General-Electric-Triebwerke GE-36 UDF (UDF=unducted fan, mantellose Rotoren, so genannte Propfans) mit je zwei hinten liegenden, entgegengesetzt rotierenden Propellern

Dadurch sollte der Treibstoffverbrauch um mehr als 60 % gegenüber bis dahin eingesetzten Flugzeugen reduziert werden. Die Kabine der 7J7 sollte – ähnlich wie die der Antonow An-180 – eine Sitzauslegung von 2 – 3 – 2 Sitzen pro Reihe und zwei Mittelgänge erhalten. Sie hätte somit eine für ihre Klasse sehr breite und geräumige Kabine gehabt.

## Entwicklungspartner außerhalb der USA
Für die 7J7 war ein nie zuvor da gewesener Anteil ausländischer Entwicklungsarbeit vorgesehen – unter anderem sollten japanische Firmen insgesamt 25 % des Projekts übernehmen. Die möglichen Kunden hatten bezüglich der Wirtschaftlichkeit und der Lärmentwicklung der neuen Propfan-Triebwerke jedoch Bedenken, was schließlich dazu führte, dass Boeing das Projekt 7J7 1987 mangels Kundeninteresse abbrach und sich auf Weiterentwicklungen der Modelle 737 und 767 konzentrierte.
Die beteiligten japanischen Firmen waren mit dieser Entscheidung zunächst nicht zufrieden, da die 7J7 den Japanern als Tor zum lukrativen Markt für Zivilflugzeuge dienen sollte. Als Entschädigung erhielten sie jedoch große Anteile an der Produktion und Entwicklung späterer Boeing-Projekte (etwa 15 % bei der Boeing 767, 21 % bei der Boeing 777 und schließlich etwa 35 % bei der Boeing 787).

## Konkurrenz
Gemeinsam mit der 7J7 konkurrierten auch Projekte der beiden Boeing-Konkurrenten Airbus und McDonnell Douglas um das Interesse der Fluggesellschaften. Einerseits die A320, sowie andererseits die (ebenfalls mit Propfans ausgerüstete) McDonnell Douglas MD-94X.
Die A320 sollte über ähnlich fortschrittliche Technik und Elektronik wie die 7J7 verfügen, wurde jedoch von konventionellen Turbofan-Triebwerken angetrieben. Nachdem Boeing die Entwicklung der 7J7 und McDonnell Douglas die der MD-94X einstellten, verkaufte sich die A320 sehr gut (bis August 2005 über 3600 Bestellungen für alle Mitglieder der A320-Familie) und verhalf so Airbus zum endgültigen Durchbruch auf dem Zivilflugzeugmarkt. Erst mit den Boeing-737-Modellreihen der Next Generation (die 737-600 bis -900) gewann Boeing in diesem Segment wieder Boden. Viele der für die 7J7 vorgesehenen technologischen Verbesserungen fanden schließlich in der 737 Next Generation und besonders der wesentlich größeren 777 Anwendung.